# Dia, Lugar e Hora
"Dia, Lugar e Hora" é uma canção do cantor e compositor brasileiro Luan Santana, composta pelo mesmo em parceria com Douglas Cesar. Foi lançada em 16 de setembro de 2016 pela Som Livre como segundo single do álbum 1977 (2016).

## Videoclipe
O videoclipe da canção foi lançado no dia 14 de setembro de 2016, no vídeo apresenta imagens referentes à luta das mulheres e a criação do Dia Internacional da Mulher pela ONU além do cantor aparecer cantando sentando em um teatro de forma acústica.

## Lista de faixas
- Download digital

1. "Dia, Lugar e Hora" - 3:40[3]